# متالیکا (آلبوم)
متالیکا (به انگلیسی: Metallica) (همچنین با نام آلبوم سیاه (Black Album) نیز شناخته می‌شود) پنجمین آلبوم استودیویی گروه موسیقی هوی متال آمریکایی، متالیکا، است. این آلبوم در ۱۲ اوت ۱۹۹۱ توسط شرکت الکترا رکوردز منتشر شد. متالیکا برای این آلبوم پنج تک‌آهنگ منتشر کرد که جزو آهنگ‌های محبوب گروه متالیکا نیز بشمار می‌روند. در سال ۲۰۰۳ مجلهٔ رولینگ استون این آلبوم را بین ۵۰۰ آلبوم برتر تمام دوره‌ها در جایگاه ۲۵۲اُم قرار داد. این اولین آلبوم متالیکا است که نسبت به کارهای قبلی کمتر در ترش متال سیر می‌کند. آلبوم توانست در ده کشور به مکان نخست از لحاظ فروش دست یابد. این آلبوم توانسته با فروش بیش از ۲۵ میلیون کپی در سراسر دنیا به عنوان پرفروش‌ترین آلبوم متالیکا لقب بگیرد.

## تولید
نوشتن متن آهنگ‌های آلبوم در آن زمان عمدتاً توسط گیتارنواز و خواننده گروه جیمز هتفیلد و درامر لارس اولریش انجام شد. تعدادی از آهنگ‌ها از ایدهٔ اعضای دیگر باند برگرفته شده است، برای مثال در آهنگ «My Friend of Misery» ریف اصلی توسط بیسیست وقت گروه جیسون نیوستد نوشته شده است.
نسخه نمایشی آلبوم در ۱۳ سپتامبر ۱۹۹۰ میلادی ضبط شد و آهنگ «Enter Sandman» اولین تک‌آهنگ این آلبوم بود.

## لیست آهنگ‌ها
- تمامی اشعار توسط جیمز هتفیلد سروده شده است.

| شماره | نام                      | نویسنده(ها)                       | مدت  |
| ----- | ------------------------ | --------------------------------- | ---- |
| ۱.    | «ورود مرد شنی»           | جیمز هتفیلد، لارس اولریش، کرک همت | ۵:۲۹ |
| ۲.    | «غمبار اما واقعی»        | هتفیلد، اولریش                    | ۵:۲۴ |
| ۳.    | «مقدس‌تر از تو»           | هتفیلد، اولریش                    | ۳:۴۷ |
| ۴.    | «نابخشوده»               | هتفیلد، همت، اولریش               | ۶:۲۶ |
| ۵.    | «هر کجا که قدم بگذارم»   | هتفیلد، اولریش                    | ۶:۴۴ |
| ۶.    | «بر روی من پا مگذار»     | هتفیلد، اولریش                    | ۳:۵۹ |
| ۷.    | «از میان هرگزها»         | هتفیلد، اولریش، همت               | ۴:۰۵ |
| ۸.    | «هیچ چیز دیگری مهم نیست» | هتفیلد، اولریش                    | ۶:۲۸ |
| ۹.    | «از گرگ و انسان»         | هتفیلد، اولریش، همت               | ۴:۱۶ |
| ۱۰.   | «خدایی که شکست خورد»     | هتفیلد، اولریش                    | ۵:۰۸ |
| ۱۱.   | «دوست بیچاره من»         | هتفیلد، اولریش، جیسون نیوستد      | ۶:۴۹ |
| ۱۲.   | «نبرد درونی»             | هتفیلد، اولریش                    | ۳:۵۲ |

| آهنگ برای انتشار در ژاپن | آهنگ برای انتشار در ژاپن | آهنگ برای انتشار در ژاپن |
| شماره                    | نام | مدت                      |
| ------------------------ | --- | ------------------------ |
| ۱۳.                      | «So What?» (نوشته شده توسط Nick "Animal" Kulmer, Chris "Magoo" Exall , Clive "Winston" Blake ; در اصل اجرا شده توسط Anti-Nowhere League) | ۳:۰۹                     |
| مجموع مدت:               | مجموع مدت: | ۱:۰۵:۴۲                  |

## در جدول فروش

### آلبوم
| سال  | نمودار             | جایگاه |
| ---- | ------------------ | ------ |
| 1991 | بیلبورد ۲۰۰        | 1      |
| 1991 | بریتانیا           | 1      |
| 1991 | نمودارهای استرالیا | 1      |
| 1991 | نمودارهای سوییس    | 1      |
| 1991 | نمودارهای هلند     | 1      |
| 1991 | نمودارهای سوئد     | 1      |
| 1991 | نمودارهای نروژ     | 1      |
| 1991 | نمودارهای کانادا   | 1      |
| 1991 | آلمان              | 1      |
| 1991 | نیوزلند            | 1      |
| 1991 | ژاپن               | 3      |
| 1991 | اتریش              | 5      |
| 1991 | فنلاند             | 4      |
| 1991 | ایرلند             | 27     |

### نمودارهای پایان دهه
| نمودار (۱۹۹۰–۱۹۹۹)  | Position |
| ------------------- | -------- |
| آمریکا. بیلبورد ۲۰۰ | 8        |

### تک‌آهنگ‌ها
| سال  | آهنگ                   | نمودار                 | مکان              |                        |    |
| ---- | ---------------------- | ---------------------- | ----------------- | ---------------------- | -- |
| 1991 | "Enter Sandman"        | بیلبورد داغ ۱۰۰        | 16                |                        |    |
| 1991 | "Enter Sandman"        | Mainstream Rock Tracks | 10                |                        |    |
| 1991 | "Enter Sandman"        | Modern Rock Tracks     | 28                |                        |    |
| 1991 | "Enter Sandman"        | ۴۰ آهنگ برتر بریتانیا  | 5                 |                        |    |
| 1991 | "Don't Tread on Me"    | Mainstream Rock Tracks | 21                |                        |    |
| 1991 | "The Unforgiven"       | UK Top 40              | 15                |                        |    |
| 1992 | "The Unforgiven"       | Billboard Hot 100      | 35\|-             | Mainstream Rock Tracks | 10 |
| 1992 | "The Unforgiven"       | "Nothing Else Matters" | Billboard Hot 100 | 34                     |    |
| 1992 | Mainstream Rock Tracks | "Nothing Else Matters" | 11                |                        |    |
| 1992 | UK Top 40              | "Nothing Else Matters" | 6                 |                        |    |
| 1992 | "Wherever I May Roam"  | Billboard Hot 100      | 82                |                        |    |
| 1992 | "Wherever I May Roam"  | UK Top 40              | 25                |                        |    |
| 1992 | "Wherever I May Roam"  | Mainstream Rock Tracks | 25                |                        |    |
| 1992 | "Sad but True"         | Billboard Hot 100      | 98                |                        |    |
| 1992 | "Sad but True"         | Mainstream Rock Tracks | 15                |                        |    |
| 1992 | "Sad but True"         | 1993                   | UK Top 40         | 20                     |    |